# Bomber Crew
Bomber Crew est un jeu vidéo de simulation développé par Runner Duck et édité par Curve Digital, sorti en 2017 sur Windows, Mac et Linux,, puis sur PlayStation 4 et Xbox One en 2018

## Système de jeu
Bomber Crew est un jeu de simulation où l'on doit gérer l'équipage d'un bombardier Lancaster pendant la Seconde Guerre mondiale. En effet, le joueur est chargé de recruter, entraîner et diriger les différents membres de son équipage dans le but de mener à bien ses missions. De même, le jeu offre la possibilité d’améliorer et de personnaliser intégralement son avion afin de pouvoir faire face à des ennemis de plus en plus nombreux.
Le jeu commence durant la bataille d’Angleterre et se termine à la mort d'Adolf Hitler, la dernière mission consiste à lui envoyer une bombe de 20 tonnes sur son bunker à Berlin.

## Briefing (l'avant mission)
Chaque mission est différente les une des autres, certaines vous demanderons de parachuter des vivres sur un lieu de crash d'un Spitfire, d'autres de bombarder un aérodrome, ou encore de prendre des photos de reconnaissance.
Durant le briefing, vous pouvez choisir la mission que vous voudriez réaliser, chaque mission vous indiques :
- La mission à accomplir.
- La durée et la difficulté (variant de faible, moyenne, élevée à très élevée).
- La possibilité d'un As ennemi dans la zone de mission.
- L'argent gagné à la fin de la mission SI réussie
- Les points de recherches gagnées à la fin de mission SI réussie.
- L'argent et les points de recherches bonus pour ramener l'avion à la base.
- Les potentiels bonus gagnés après la mission (dégâts ennemis réduits, blindages ennemis réduits, tirs de canon Flak diminués)

## Ennemis et As
Durant le jeu, différents ennemis vont essayer de vous empêcher de parvenir à votre objectif, sachant que plus le temps passe dans le jeu plus l'ennemi aura des chasseurs puissants.
Les principaux ennemis seront donc:
- La Flak, celle-ci vous tirera dessus depuis le sol, avec une faible précision (Certains canons Flaks peuvent vous visez à moyenne altitude).
- Les radars, si vous restez trop longtemps près d'eux, ils peuvent vous repérer et vous envoyez une patrouille de chasseur.
- Les V1 et V2, ce ne sont pas des ennemis à proprement parler, mais vous devrez en détruire pour avancer dans le jeu.
- Les Missiles Sol-Air (extension Secret Weapons uniquement) sont des missiles plus que dangereux.
- Les Me-109 sont les principaux chasseurs du jeu.
- Les Me-110 et Me-210  sont les premiers chasseurs lourds du jeu.
- Les Me-262 sont de solides chasseurs à réactions très puissant.
- Les Me-163 (extension Secret Weapons uniquement) sont des chasseurs expérimentaux très rapides.
- Les Dorniers do 335 (extension Secret Weapons uniquement) sont des chasseurs expérimentaux comparables aux Me-109 mais en plus puissant.
- Les Horten Ho-229 (extension Secret Weapons uniquement) sont des chasseurs très puissant attaquant avec des missiles air-air.
- Les As sont des ennemis que vous pouvez rencontrer durant vos missions, ils sont plus puissants, rapides, solides (ils ont une barre de vie) et ont des attaquent spéciales, en abattre rapporte de l'argent. Il existe en tout 10 as à battre, avec 3 as en plus avec l'extension Secret Weapons.

## Base Aérienne
Lorsque vous êtes à la base (donc pas en mission), plusieurs interfaces s'offrent à vous:
- Les Statistiques: indiquent le nombre de missions réussies, le nombre d'ennemis abattus, le nombre de photos prises, de distances parcourus...
- Le bureau de recrutement: lorsqu'un de vos membres d'équipages est décédé, c'est ici que vous le remplacer.
- Equipements : c'est ici que vous équiperiez votre équipage.
- Équipage: c'est ici que vous pourrez voir les compétences de votre équipage .
- Avion: Vous pouvez ici améliorer, custom ou modifier votre bombardier.
- Briefing: Pour que vous puissiez vous préparer aux prochaines missions.

## Équipements de l'équipage/stats de l'équipage
Lorsque vous équipez votre équipage, le fait d'acheter du nouveau matériel coûte de l'argent, et certains équipements ne peuvent être débloqués que après un certain temps de jeu.
Lorsque vous choisissez un équipement, certains peuvent vous donner des bonus et/ou des malus à vos membres d'équipages.
Voici les différents statistiques de vos membres d'équipages:
- le blindage qui permet d'avoir un pilote plus résistant.
- la vitesse qui permet de se déplacer plus vite dans le Lancaster.
- la résistance thermique qui permet d'avoir un équipage résistant au froid.
- La teneur en oxygène qui permet à votre équipage d'avoir de l'air lorsqu'il vole à haute altitude.
- la survie terrestre permettant d'avoir une chance que votre équipage survive en milieu terrestre.
- la survie maritime permettant d'avoir une chance que votre équipage survive en milieu maritime.
L'équipement de votre équipage est divisé en plusieurs catégories:
- La Tenue
- Le casque
- Les gants
- Les Bottes
- Le Gilet (de survie/ par-balle)
- L'Oxygène

## Équipage
Votre équipage est composé de sept membres d'équipage:
- un pilote qui pilote le bombardier
- un mécanicien qui peut réparer les différents composants de l'avion
- un navigateur qui indique le trajet à suivre
- un radio qui détecte les ennemis
- deux mitrailleurs qui tirent sur les ennemis
- un bombardier qui vise l'objectif de mission et qui prend des photos de renseignements.
Au bout d'un moment, lorsque vos membres auront atteint un certain niveau, ils pourront débloquer un deuxième rôle que vous pourrez choisir (un mécanicien peut avoir en deuxième fonction celle de "mitrailleur" par exemple), c'est le seul moyen d'avoir un médecin dans votre avion
Lorsque vos membres gagent des niveaux, ils peuvent également débloquer une compétence spéciale, même si c'est leur rôle secondaire.
Voici les compétences possibles:
Pilote:
- sautez en parachute ! permet de donner l'ordre à l'équipage de prendre un parachute et de sauter.
- abandonner qui permet d'abandonner la mission.
- atterrissage d'urgence qui permet d'atterrir en cas de situation critique.
- vrille qui permet de faire un tonneau.
- plongée d'urgence qui permet de faire en sorte que votre avion pique du nez.
- esquive de tirs de canons flaks qui permet d'esquiver les tirs de DCA.
- il existe une amélioration des trois dernières compétences, qui sont plus efficaces, et durent plus longtemps.
Navigateur:
-Trajectoire personnalisée qui permet de définir soi-même son propre itinéraire.
Mécanicien:
- se pencher permet d'économiser du carburant
- boost permet d'aller plus vite
- il existe une amélioration de ces compétences, qui sont plus efficaces, et durent plus longtemps.
Radio:
- radio de reconnaissance augmente la portée du signal radio pendant une courte période.
- marquage auto permet de marquer tous les ennemis pendant une courte période.
- appel de Spitfire qui permet d’appeler des chasseurs à votre secours pendant une courte période.
Bombardier:
- photo à altitude moyenne qui permet de prendre des photos à altitude moyenne.
Médecin:
- Incomplet permet de soigner lentement les blessures des membres de l'équipage, mais sans consommer de trousses de soins.
-Incomplet permet de faire regagner toute la vie d'un membre d'équipage avec une trousse de soin.
-Incomplet permet de soigner plus rapidement les blessures des membres de l'équipage, mais sans consommer de trousses de soins.
Mitrailleur :
- Concentration qui permet d'être plus précis pendant une courte période.
- Défense qui permet de tenir les adversaires à distance pendant une courte période.
- munitions enflammées qui permet d'avoir des munitions de feu
- munitions HE qui permet de tirer en munition lourde pendant une courte période, efficace contre les chasseurs lourds.
- munitions Incomplet qui permet de faire des dégâts de zone pendant une courte période, efficace contre des groupes d'ennemis.

## Avion: équipements
incomplet

## Avion: Durant les missions
incomplet

## Accueil
- Canard PC : 6/10[4]
- IGN : 8,5/10[5]
- Jeuxvideo.com : 13/20[6]